# Troïtskoïe (Bouriatie)
Troïtskoïe (en russe : Тро́ицкое) est un village de la commune rurale de Talovka du raïon Baïkalien de Bouriatie, en Russie. Sa population s'élevait à 458 habitants au recensement de 2021.

## Géographie
Le village de Troïtskoïe se situe en Bouriatie, une république de Russie située en Transbaïkalie, région de Sibérie orientale à l'est du lac Baïkal. Il fait partie du district fédéral extrême-oriental. Troïtskoïe se trouve dans le raïon Baïkalien, un raïon de la république, et se situe dans l'établissement rural de Talovka , une municipalité du raïon,.   
Le fuseau horaire du village est MSK+5 (heure d'Irkoutsk). Le décalage horaire appliqué par rapport au temps universel coordonné est +09:00.  

## Histoire
Le lieu est pour la fois mentionnée en 1675, avec la construction de l'église Saint-Nicolas. Le village s'appelait initialement Sredniaïa Zaïmka, fondé par des cosaques russes, et étendus par la suite par les paysans du monastère. Par décret du tsar Fédor III de 1681, un monastère fut fondé à cet endroit. Les premières années du monastère sont marquées par des pillages des princes mongols, et le monastère fut doté de fortifications pour repousser les attaques. Il connaît son apogée au XVIIIe siècle, et fut reconstruit en pierre en 1785. Le monastère de Troïtskoïe au XVIIIe siècle et au XIXe siècle servit de halte aux ambassades russes vers la Chine et aux autres explorateurs vers la Chine et l'Extrême-Orient. Le village fut desservi par le transsibérien au début des années 1900, permettant une extension finale du monastère avec une nouvelle église. 
Sous la période soviétique, le monastère est fermé en 1920, et fut pillé aux cours des années suivantes. Les locaux furent par la suite utilisés comme hôpital psychiatrqiue, avant d'être à nouveau cédé en 2008 à l'Église orthodoxe russe après la fermeture de l'hôpital.

## Culture et patrimoine
Le monastère de la Sainte-Trinité de la Selenga se trouve dans le village. Il est classé comme objet patrimonial culturel de Russie d'importance fédérale sous le no 031520240030006 depuis 1960.

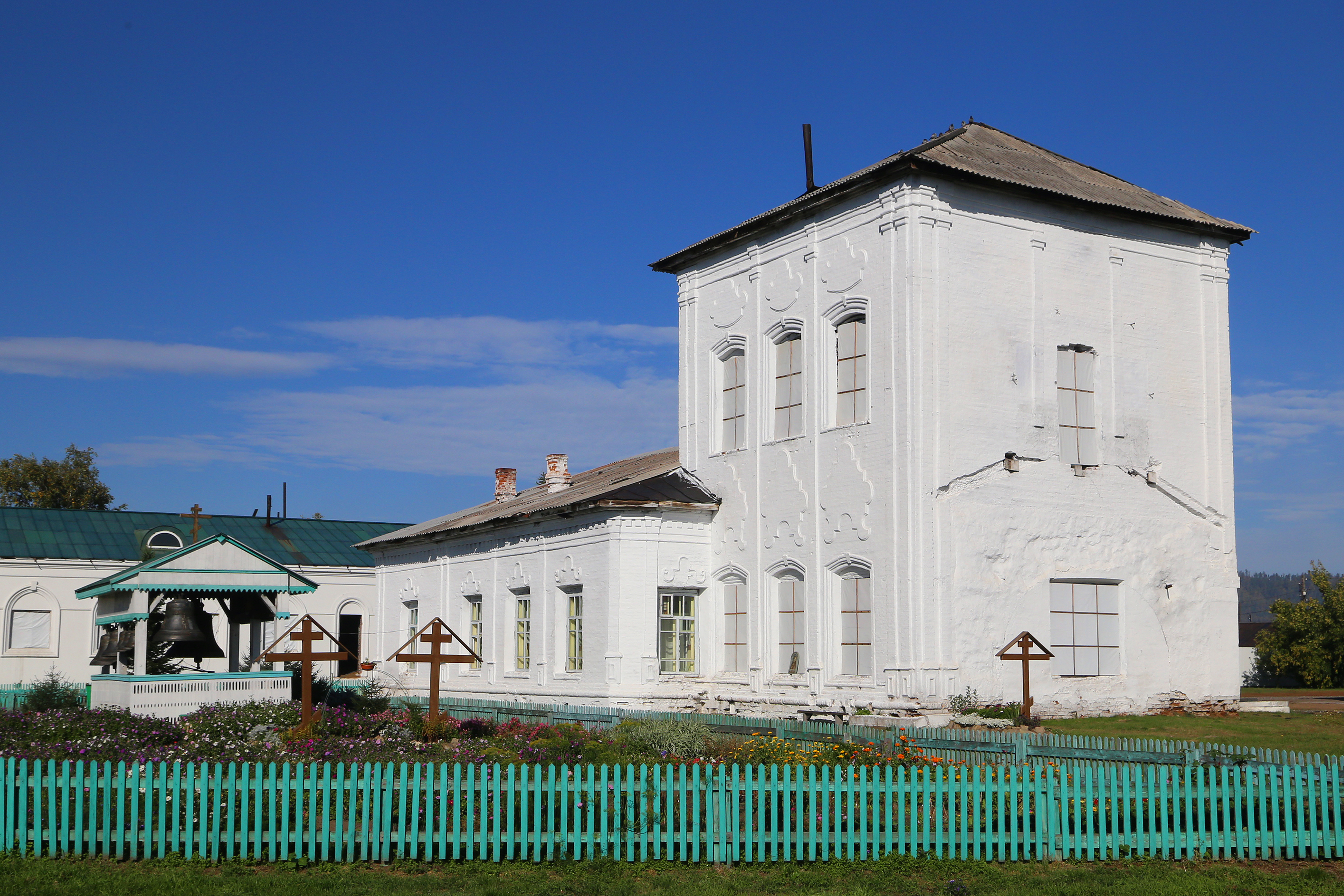
Cathédrale de la Trinité.
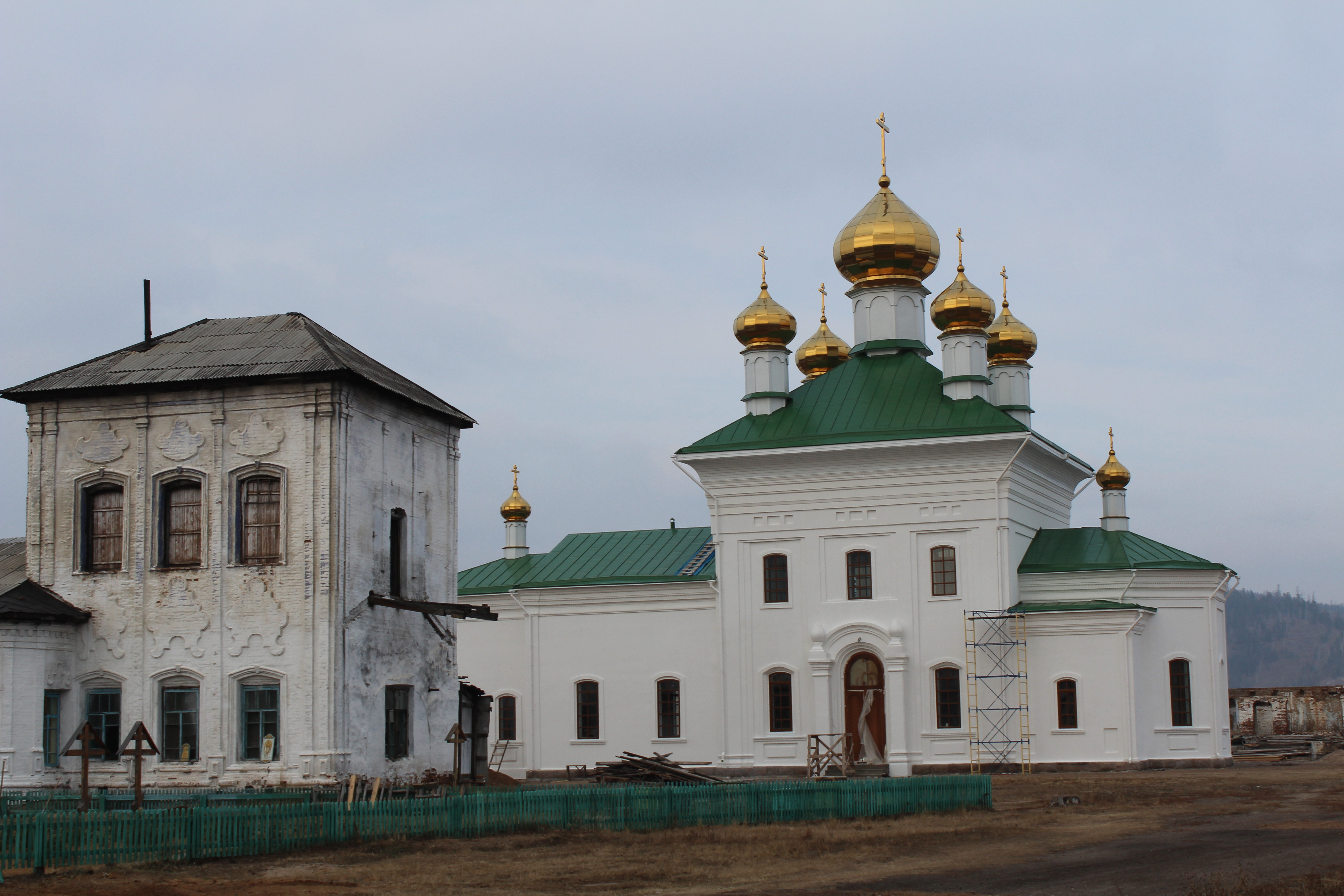
L'église Saint-Nicolas.
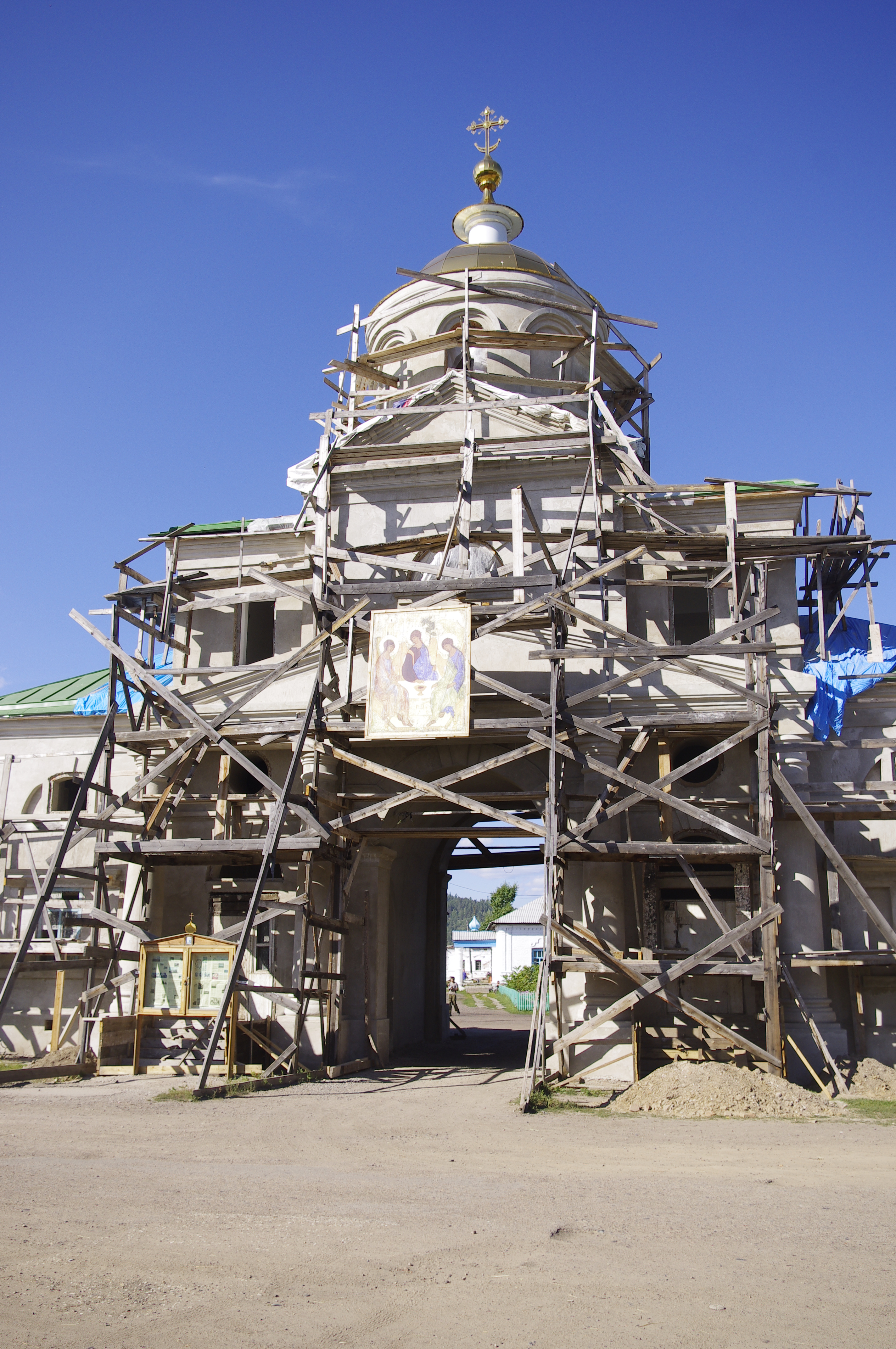
L'église-porte de l'Archange Saint-Michel.

## Démographie
Recensements (*) et estimations de la population:
| 2002* | 2010* | 2021* | - |
| ----- | ----- | ----- | - |
| 476   | 297   | 458   | - |